# 约翰逊县战争
约翰逊县战争（Johnson County War）是1889年開始发生在美國怀俄明州約翰遜縣的一场冲突。冲突的起因是懷俄明州牧場主指控當地居民偷竊牧場中的牛，實際上雙方早已因争夺土地和水源產生糾紛，隨後牧场主雇佣枪手進攻粉河县，雙方的衝突瞬間激化。該場衝突直至1893年才平息。